# 中標津町立計根別学園
中標津町立計根別学園（なかしべつちょうりつ けねべつがくえん）は、北海道標津郡中標津町にある公立の義務教育学校。

## 概要
- 本学園は、中標津町が計根別小学校・計根別中学校校舎の耐用年数等を鑑み、将来的な児童生徒の減少にも対応し充実した教育環境を確保するため、2011年（平成23年）に「計根別地区小中一貫教育の基本構想」を策定し、この適正配置計画により、2015年（平成27年）4月に計根別小学校と計根別中学校が統合、さらに2015年（平成27年）3月に閉校した西竹小学校が加わり、小中一貫教育校として開校し、校種変更により、義務教育学校となった。

## 沿革
- 2015年（平成27年）4月 - 計根別中学校と計根別・西竹の2小学校を統合し、小中一貫校計根別学園開校。
- 2016年（平成28年）4月 - 校種変更により、義務教育学校に種別変更。

## 学区
前期課程
- 東側界:中標津小学校界及び丸山小学校界
- 西側界:標茶町界
- 南側界:別海町界
- 北側界:清里町界

後期課程
- 前期課程と同じ

## 周辺
- 北海道道13号中標津標茶線
- 北海道道775号上武佐計根別停車場線
- 北海道道311号中西別計根別線

## アクセス
- 阿寒バス「センター前」バス停下車後、徒歩約290m・約5分。